# Saulon-la-Chapelle
Saulon-la-Chapelle település Franciaországban, Côte-d’Or megyében. Lakosainak száma 1030 fő (2022. január 1.). Saulon-la-Chapelle Bretenière, Izeure, Barges, Fénay, Longecourt-en-Plaine, Noiron-sous-Gevrey, Saulon-la-Rue és Thorey-en-Plaine községekkel határos.

## Népesség
A település népessége az elmúlt években az alábbi módon változott:
| Lakosok száma | 865  | 868  | 810  | 1029 | 1039 | 998  | 968  | 969  | 988  | 1030 |
|               | 1968 | 1982 | 1990 | 2006 | 2013 | 2015 | 2017 | 2019 | 2020 | 2022 |